# Sanous

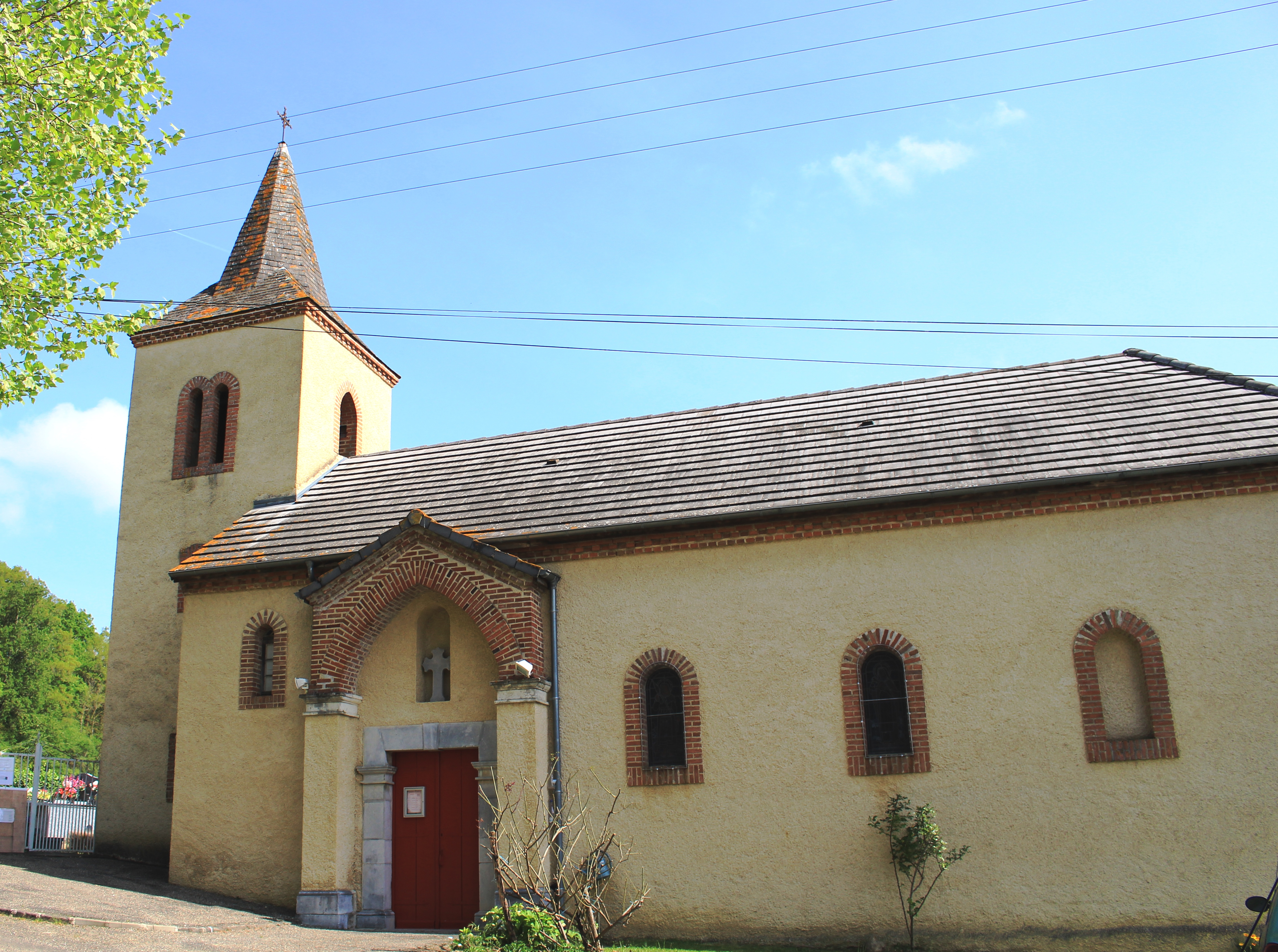
Sanous – Église Saint-Martin

Sanous (okzitanisch Sanós) ist eine südfranzösische Gemeinde mit 100 Einwohnern (Stand 1. Januar 2022) im Département Hautes-Pyrénées in der Region Okzitanien.

## Lage und Klima
Die Gemeinde Sanous liegt im Pyrenäenvorland in einer Höhe von ungefähr 220 m. Die nächstgelegene Stadt Tarbes befindet sich gut 24 km südöstlich. Das Klima ist gemäßigt bis warm; Regen (ca. 830 mm/Jahr) fällt hauptsächlich im Winterhalbjahr.

## Bevölkerungsentwicklung
| Jahr      | 1800 | 1851 | 1901 | 1954 | 1999 | 2016 |
| --------- | ---- | ---- | ---- | ---- | ---- | ---- |
| Einwohner | 89   | 137  | 102  | 71   | 75   | 97   |

Wegen der durch die Reblauskrise im Weinbau und die zunehmende Mechanisierung der Landwirtschaft ausgelösten Landflucht ging die Einwohnerzahl der Gemeinde seit dem Ende des 19. Jahrhunderts kontinuierlich zurück.

## Wirtschaft
Die Gemeinde ist nahezu ausschließlich landwirtschaftlich orientiert.

## Geschichte
Der Ortsname ist gallorömischen Ursprungs, doch wurde ein Landgut (villa rustica) aus dieser Zeit bislang nicht entdeckt. Erst aus dem 13. Jahrhundert stammen Erkenntnisse über die Existenz einer Siedlung. Seit dem Mittelalter bis zum Beginn der Französischen Revolution gehörte die Gemeinde zur historischen Provinz Bigorre.

## Sehenswürdigkeiten
Die Église Saint-Martin ist ein Bau des ausgehenden 19. Jahrhunderts.